# Rieumajou
Rieumajou település Franciaországban, Haute-Garonne megyében. Lakosainak száma 137 fő (2022. január 1.). Rieumajou Montmaur, Avignonet-Lauragais, Folcarde, Lux és Mourvilles-Hautes községekkel határos.

## Népesség
A település népessége az elmúlt években az alábbi módon változott:
| Lakosok száma | 67   | 54   | 79   | 122  | 141  | 132  | 136  | 137  | 137  | 137  |
|               | 1968 | 1982 | 1990 | 2006 | 2013 | 2015 | 2017 | 2019 | 2020 | 2022 |